# Branchville (Wirginia)
Branchville – miasto w Stanach Zjednoczonych, w stanie Wirginia, w hrabstwie Southampton.